# Ajaigarh
Ajaigarh é uma cidade e uma nagar panchayat no distrito de Panna , no estado indiano de Madhya Pradesh.

## Geografia
Ajaigarh está localizada a 24° 54′ N, 80° 16′ L. Tem uma altitude média de 318 metros (1043 pés).

## Demografia
Segundo o censo de 2001, Ajaigarh tinha uma população de 13 979 habitantes. Os indivíduos do sexo masculino constituem 53% da população e os do sexo feminino 47%. Ajaigarh tem uma taxa de literacia de 59%, inferior à média nacional de 59,5%; com 61% para o sexo masculino e 39% para o sexo feminino. 16% da população está abaixo dos 6 anos de idade.